# Robert Todd Lincoln
Robert Todd Lincoln (Springfield, Illinois; 1 de agosto de 1843-Manchester (Vermont); 26 de julio de 1926) fue un abogado y político estadounidense.

## Vida familiar y personal
Hijo primogénito del presidente Abraham Lincoln y de su esposa Mary Todd, quienes lo bautizaron así en honor de su abuelo materno. Fue el único de los hijos del matrimonio Lincoln que llegó a alcanzar la edad adulta y sobrevivió a sus padres. Mantuvo una relación distante con su progenitor, debido a las ausencias de este a causa de su carrera política.
En 1868 contrajo matrimonio con Mary Eunice Harlan, hija del senador James Harlan, con quien tuvo tres hijos:
- Mary "Mamie" Lincoln (1869 – 1938)
- Abraham Lincoln II "Jack" (1873 –  1890)
- Jessie Harlan Lincoln (1875 – 1948)

La relación con su madre se vio enturbiada debido a su decisión de acudir a los tribunales y retirarle en 1875 la capacidad legal de disponer de sus bienes, que él consideraba que ella derrochaba por su depresión, una acción que Mary Todd nunca le perdonó.

## Carrera política y profesional

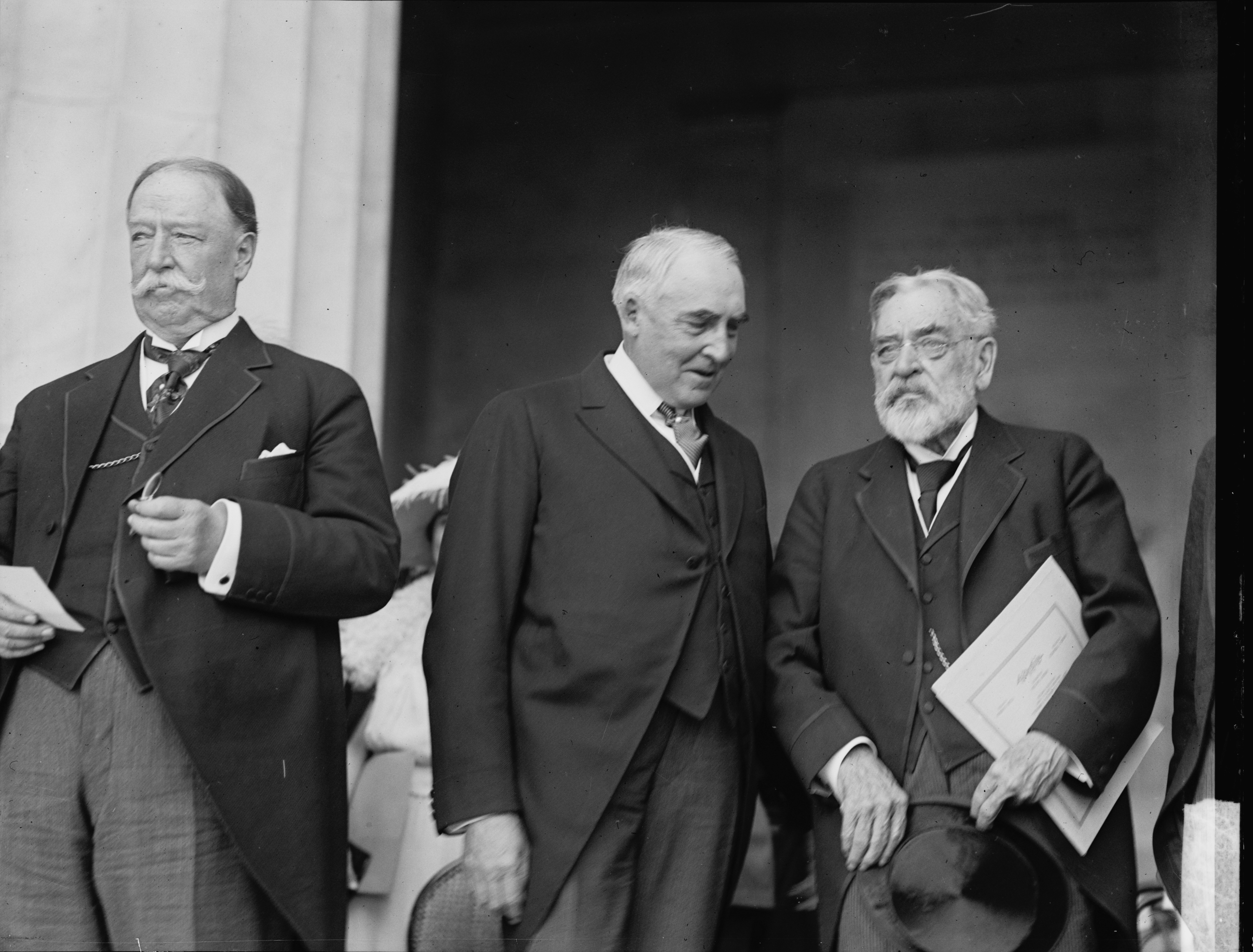
El entonces presidente de la Corte Suprema William Howard Taft (izquierda) con el presidente Warren G. Harding (centro) y el exsecretario de Guerra Robert Lincoln en la inauguración del Monumento a Lincoln, el 30 de mayo de 1922.

Ejerció como abogado en Chicago, llegando a convertirse en un hombre respetado. En 1877 rechazó una oferta del presidente Rutherford Hayes para unirse a su gabinete, aunque cuatro años después aceptó convertirse en Secretario de Guerra de James Garfield. Tras el asesinato de este, en 1881, fue renovado en su puesto por el nuevo presidente, Chester A. Arthur. Durante su mandato se produjeron unos violentos disturbios en Cincinnati (1884), que duraron tres días y que se saldaron con casi medio centenar de fallecidos, viéndose obligado el gobierno a enviar al ejército a fin de apaciguar las calles.
Durante la presidencia de Benjamin Harrison (1889 - 1893) fue enviado como embajador al Reino Unido. A su regreso a Norteamérica, trabajó como abogado y ejecutivo para la compañía automovilística de George Pullman, tras la muerte del cual en 1897 fue elegido como su sustituto en la dirección de la empresa y se mantuvo en dicho cargo hasta su retiro en 1911.

## Presencia en asesinatos
Robert Lincoln estuvo casualmente ya sea presente o cerca cuando ocurrieron los asesinatos de tres presidentes:
- Lincoln no estuvo presente en el asesinato de su padre. Estaba en la Casa Blanca y corrió para estar con sus padres, porque el presidente malherido fue trasladado a la Petersen House frente al teatro Ford después de ser herido; allí Robert veló a su padre en su lecho de muerte.
- Invitado por el presidente James A. Garfield, Lincoln estaba en la estación de tren de la calle Sexta en Washington D. C., donde el presidente recibió el disparo de Charles J. Guiteau el 2 de julio de 1881 y fue testigo del evento. Lincoln había sido Secretario de Guerra durante el mandato de Garfield.
- Por invitación del presidente William McKinley, Lincoln estaba en la Exposición Pan-Americana en Buffalo, Nueva York, cuando el presidente recibió un disparo por Leon Czolgosz el 6 de septiembre de 1901, pero no fue testigo de este evento.

Aunque Lincoln reconocía que eran coincidencias, comentaría más tarde que había rechazado invitaciones presidenciales por eso. "No, no iré y mejor no me pregunten, porque hay cierta fatalidad acerca de las funciones presidenciales cuando estoy presente".

## Muerte y legado
Robert Todd Lincoln murió mientras dormía en Hildene, su hogar en Vermont el 26 de julio de 1926. Tenía 82 años. La causa de su muerte dada por su médico personal fue "hemorragia cerebral inducida por arteriosclerosis".
Fue sepultado en el Cementerio Nacional de Arlington, en un sarcófago diseñado por el escultor James Earle Fraser. Fue sepultado junto a su esposa Mary y su hijo Jack, quién murió en Londres, Inglaterra de sepsis a la edad de 16 años.
| Predecesor: Alexander Ramsey | Secretario de Guerra de EE. UU. 5 de marzo de 1881 – 4 de marzo de 1885 | Sucesor: William C. Endicott |